# 圣奥尔德
圣奥尔德（法語：Sainte-Aulde，法語發音：[sɛ̃t old] ⓘ）是法国塞纳-马恩省的一个市镇，属于莫城区。

## 地理
圣奥尔德（48°59'38"N, 3°10'23"E）面积8.63 平方千米，位于法国法蘭西島大區塞纳-马恩省，该省份为法国北部内陆省份，北起瓦兹省，西接埃松省、马恩河谷省、塞纳-圣但尼省和瓦兹河谷省，南至卢瓦雷省，东南接约讷省，东临马恩省和奥布省，东北接埃纳省。
与圣奥尔德接壤的市镇（或旧市镇、城区）包括：贝聚勒盖里、蒙特勒伊欧利翁、沙米尼、迪西、吕藏西、马恩河畔梅里。

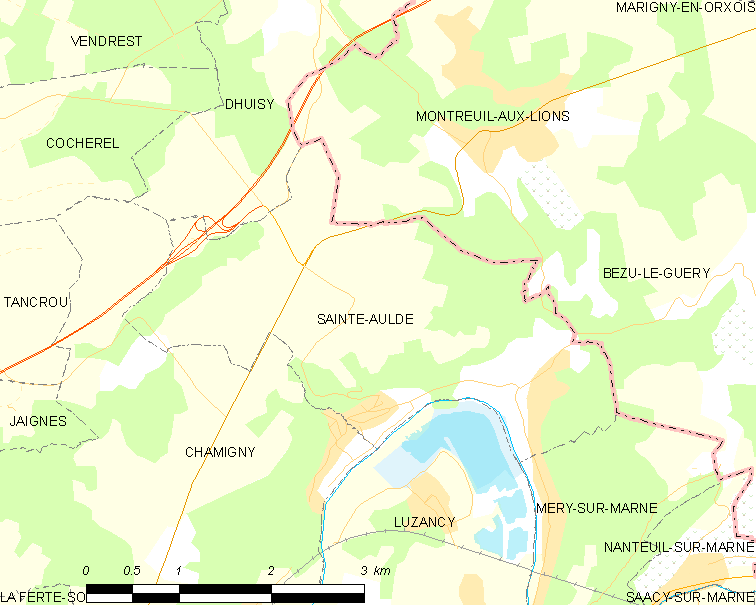
圣奥尔德的OSM定位图

圣奥尔德的时区为UTC+01:00、UTC+02:00（夏令时）。

## 行政
圣奥尔德的邮政编码为77260，INSEE市镇编码为77401。

## 政治
圣奥尔德所属的省级选区为拉费泰苏茹阿尔县。

## 人口

1962-2008年间圣奥尔德人口变化图示

圣奥尔德于2022年1月1日时的人口数量为692人。